# Nebulina

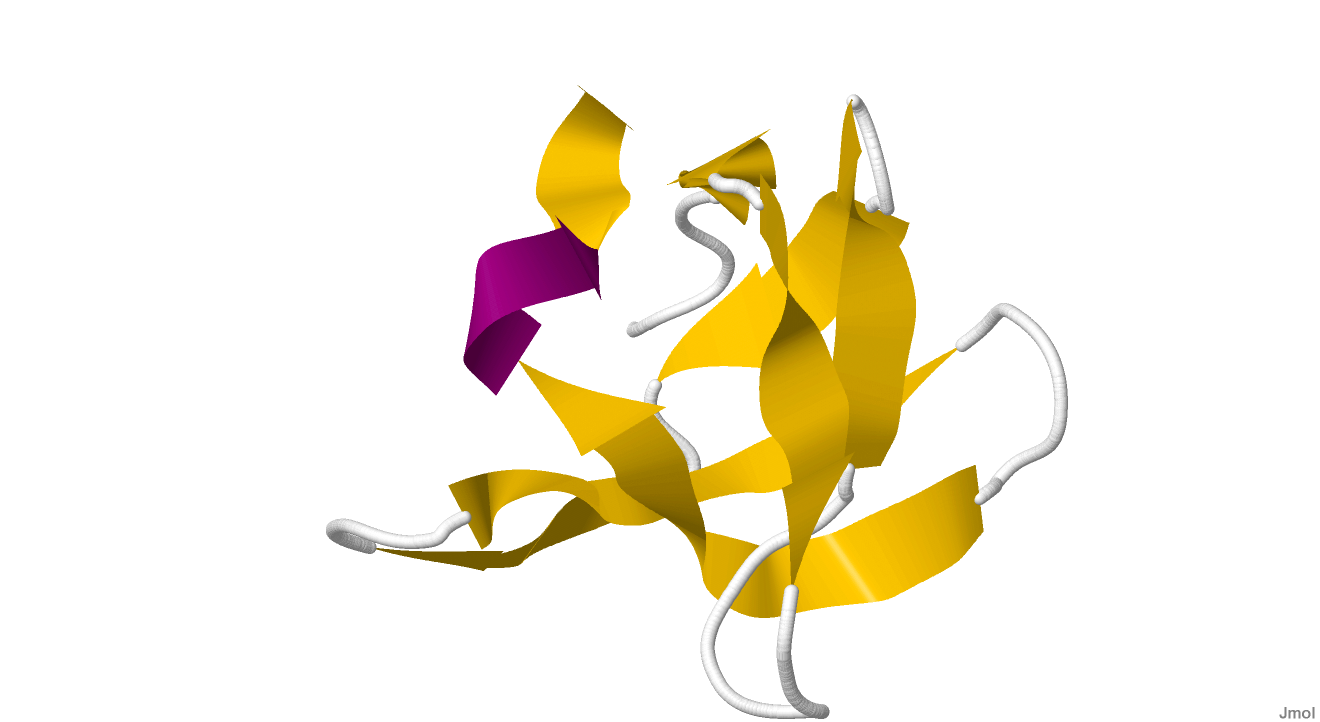
Nebulina

La nebulina è una proteina legante l'actina che è localizzata nel filamento sottile dei sarcomeri nel muscolo scheletrico. È una proteina molto grande (600-900 kDa) e lega fino a 200 monomeri di actina. Poiché la sua lunghezza è proporzionale alla lunghezza del filamento sottile, si ritiene che la nebulina agisca come un "righello" del filamento sottile e regola la lunghezza del filamento sottile durante l'assemblaggio del sarcomero e funge da rivestimento del filamento di actina.Essa si associa al filamento sottile e lo avvolge formando una sorta di elica. Nell'avvolgimento essa non va a coprire i siti di interazione acto-miosinica. La funzione di tale proteina è quella di dare al filamento sottile la sua determinata lunghezza: ogni filamento sottile è lungo quanto è lunga la nebulina ad esso associata.
Altre funzioni della nebulina, come un ruolo nella segnalazione cellulare, rimangono incerte.
È stato anche dimostrato che la nebulina regola le interazioni actina-miosina inibendo l'attività dell'ATPasi in modo sensibile al calcio - calmodulina.
Le mutazioni genetiche nella nebulina causano alcuni casi di miopatia nemalinica autosomica recessiva.
Un membro più piccolo della famiglia delle proteine della nebulina, chiamato nebulette, lo si trova nel muscolo cardiaco.

## Struttura
La struttura del dominio SH3 della nebulina è stata determinata mediante spettroscopia a risonanza magnetica nucleare di proteine (NMR). Il dominio SH3 della nebulina è composto da 60 residui di aminoacidi, di cui il 30 percento si trova nella struttura secondaria del foglio beta (7 strati; 18 residui).

## Fenotipo knockout
A partire dal 2007, sono stati ottenuti due modelli di topo knockout per la nebulina per comprendere meglio la sua funzione in vivo. Marie-Louise Bang ed i suoi colleghi hanno dimostrato che i topi knockout modificati nell'espressione della nebulina muoiono postnatalmente, hanno una ridotta lunghezza del filamento e una ridotta funzionalità contrattile. I sarcomeri post-natale presentavano rapidamente disorganizzazione e degenerazione in questi topi, indicando come la nebulina è essenziale per mantenere l'integrità strutturale di miofibrille. Witt et al. hanno avuto risultati simili nei loro topi, che sono morti postnatalmente con ridotta lunghezza del filamento sottile e funzionalità contrattile. Questi topi knockout con espressione della nebulina modificata vengono studiati come modelli animali di miopatia nemalina.